# Rudňany
Rudňany es un municipio del distrito de Spišská Nová Ves en la región de Košice, Eslovaquia, con una población estimada a final del año 2024 de 5129 habitantes.
Se encuentra ubicado al noroeste de la región, en la sierra del Alto Tatra y la cuenca hidrográfica del río Hernád, y cerca de la frontera con la región de Prešov.

## Demografía
| Año        | 1994 | 2004     | 2014     | 2024     |
| ---------- | ---- | -------- | -------- | -------- |
| Población  | 2939 | 3432     | 4246     | 5129     |
| Diferencia |      | +16,77 % | +23,71 % | +20,79 % |

| Año        | 2023 | 2024    |
| ---------- | ---- | ------- |
| Población  | 4999 | 5129    |
| Diferencia |      | +2,60 % |